# Lysevatten (Ucklums socken, Bohuslän)
Lysevatten är en sjö i Stenungsunds kommun i Bohuslän och ingår i Göta älv-Bäveåns kustområde. Sjön är 18 meter djup, har en yta på 0,381 kvadratkilometer och befinner sig 112,6 meter över havet.

## Delavrinningsområde
Lysevatten ingår i det delavrinningsområde (643907-126989) som SMHI kallar för Mynnar i Anråse å. Medelhöjden är 116 meter över havet och ytan är 39,07 kvadratkilometer. Det finns inga avrinningsområden uppströms utan avrinningsområdet är högsta punkten. Rördalsån som avvattnar avrinningsområdet har biflödesordning 2, vilket innebär att vattnet flödar genom totalt 2 vattendrag innan det når havet efter 6,1 kilometer. Avrinningsområdet består mestadels av skog (81 %). Avrinningsområdet har 4,08 kvadratkilometer vattenytor vilket ger det en sjöprocent på 10,4 %.